# União das Freguesias de Manique do Intendente, Vila Nova de São Pedro e Maçussa
União das Freguesias de Manique do Intendente, Vila Nova de São Pedro e Maçussa, kürzer Manique do Intendente, Vila Nova de São Pedro e Maçussa, ist eine portugiesische Gemeinde (Freguesia) im Kreis (Concelho) von Azambuja mit 57,81 km² Fläche und 1.864 Einwohnern (2011).

## Geschichte
Die Gemeinde entstand im Zuge der Gebietsreform vom 29. September 2013 durch die Zusammenlegung der ehemaligen Gemeinden Manique do Intendente, Vila Nova de São Pedro und Maçussa. Manique do Intendente wurde Sitz der neuen Verwaltung.

## Demographie
| Freguesia | Freguesia                                               | Freguesia | Freguesia       | ehemalige Freguesias   | ehemalige Freguesias  | ehemalige Freguesias | ehemalige Freguesias |
| --------- | ------------------------------------------------------- | --------- | --------------- | ---------------------- | --------------------- | -------------------- | -------------------- |
| Wappen    | Freguesia                                               | Einwohner | Fläche in (km²) | Wappen                 | Freguesia             | Einwohner            | Fläche in (km²)      |
|           | Manique do Intendente, Vila Nova de São Pedro e Maçussa | 1864      | 57,81           |                        | Manique do Intendente | 1141                 | 35,7                 |
|           | Manique do Intendente, Vila Nova de São Pedro e Maçussa | 1864      | 57,81           | Vila Nova de São Pedro | 685                   | 14,36                |                      |
|           | Manique do Intendente, Vila Nova de São Pedro e Maçussa | 1864      | 57,81           | Maçussa                | 388                   | 7,75                 |                      |